# آلاله گل‌کناری
آلاله گل‌کناری (نام علمی: Ranunculus lateriflorus) نام یک گونه از سرده آلاله است. سردهٔ آلاله در ایران ۵۵ گونهٔ علفی یک ساله و چند ساله دارد. آلاله گل‌کناری یکی از ۵۵ گونهٔ موجود در ایران است.